# 圣于兹
圣于兹（法語：Saint-Uze，法語發音：[sɛ̃.t‿yz]）是法国德龙省的一个市镇，位于该省西北部，属于瓦朗斯区。

## 地理
圣于兹（45°11'3"N, 4°51'40"E）面积10.1 平方千米，位于法国奥弗涅-罗讷-阿尔卑斯大区德龙省，该省份为法国东南部内陆省份，北起顺时针与伊泽尔省、上阿尔卑斯省、上普罗旺斯阿尔卑斯省、沃克吕兹省和阿尔代什省接壤。
与圣于兹接壤的市镇（或旧市镇、城区）包括：阿尔邦、博桑布朗、拉韦龙、圣巴泰勒米-德瓦尔斯、圣让德加洛尔。

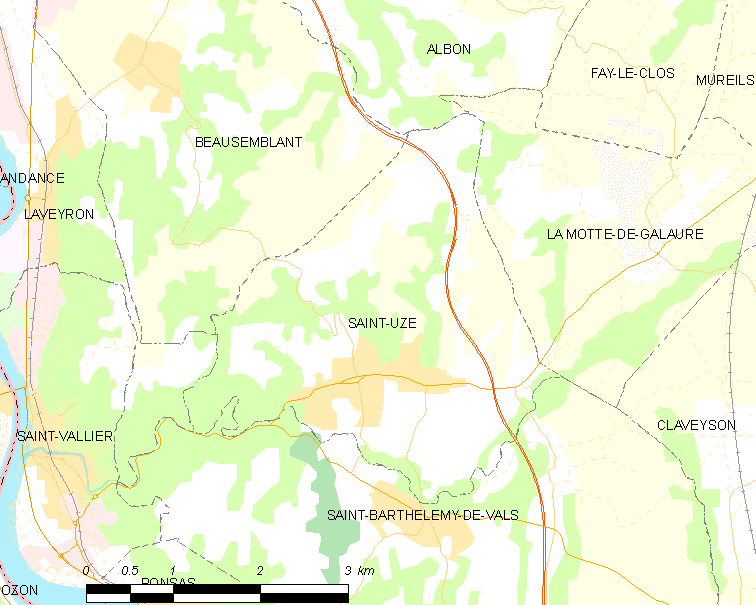
圣于兹的OSM定位图

圣于兹的时区为UTC+01:00、UTC+02:00（夏令时）。

## 行政
圣于兹的邮政编码为26240，INSEE市镇编码为26332。

## 政治
圣于兹所属的省级选区为圣瓦利耶县。

## 人口

1962-2008年间圣于兹人口变化图示

圣于兹于2022年1月1日时的人口数量为2129人。